# 奥姓
奥姓是一种罕见姓氏。但分布较广，在内蒙古乌海，山西太原、大同、运城、朔州，陕西西安、渭南、韩城，上海松江等地有分布。
来源有匈奴奥鞑王的后代；另外复姓奥屯、奥敦、奥鲁改姓为奥。

## 延伸阅读
《欽定古今圖書集成·明倫彙編·氏族典·奧姓部》，出自陈梦雷《古今圖書集成》| 小作品圖示 | 这是一篇与姓氏相关的小作品。您可以编辑或修订扩充其内容。 |